# Levente Révész
Levente Révész, född  22 mars 2005 i Budapest, är en ungersk racerförare som 2022 kör för Van Amersfoort Racing i Formula Regional European Championship 2022.

## Karriär

### Lägre formler
Révész började sin karriär inom karting, tävlade i FIAs Europa- och världsmästerskap tillsammans med Lorenzo Patrese, Sami Meguetounif, Victor Bernier och Marcus Amand. För att fullt ut förbereda sig för 2022 FRECA-serien tillsammans med Joshua Dufek och Kas Haverkort, kommer ungraren att gå med i det FIA-certifierade F3 Asian Championship tillsammans med David Morales, som kommer att pågå från januari till februari nästa år, alternerande mellan Dubai Autodrome och Abu Dhabis Yas Marina krets.